# Thaddeus Betts
Thaddeus Betts (Norwalk, 1789. február 4. – Washington, 1840. április 7.) az Amerikai Egyesült Államok szenátora (Connecticut, 1839–1840).